# Markovci, Šalovci
Markovci (madžarsko Marokrét) so razloženo naselje v Občini Šalovci, v zgornjem delu idilične, nekoliko širše doline potoka Velike Krke. Naselje je na območju Goričkega, blizu slovensko-madžarske meje 30 km oddaljeno od Murske Sobote. 

## Zgodovina
V zgodovinskih listinah je kraj prvič omenjen leta 1403 kot "Marchouch". Leta 1414 se v virih pojavi kot "Markolch", v letih 1462 in 1466 kot "Markowcz", leta 1457 "Markolcz" in leta 1504 "Markowlcz". Leta 1403 so Széchyji od kralja Sigismunda prejeli posestva nezvestih Tomaža Nádasdija, Andreja Daraboša in Janeza Nádasdija, vključno z Markolcem. Leta 1414 Gašpar Nadasdi in njegovi bratje ponovno prevzamejo svoje nekdanje posesti, vključujoč "Markolch". Kasneje se kot fevdalni lastniki kraja pojavijo grofje Batthyány-ji. Leta 1851 je kraj štel 424 prebivalcev. Po monografiji Železne županije je leta 1896 v "Marokret", kot je sedanje madžarsko ime za Markovce, bilo  120 hiš s 583 prebivalci. Lastniki so bili družina grofov Batthyány. Kraj je spadal pod pošto v Gornjem Seniku in okraj Monošter. Leta 1910 je vas štela 586 prebivalcev, pretežno slovenskih. V 19. stoletju je naselje spadalo v okrožje Tótsági, nato pa je do Trianonske pogodbe pripadala okrožju Monošter, v Železni županiji. Leta 1919 je bil kraj za kratek čas del Prekmurske republike. Nato je bil priključen Kraljevini Srbov-Hrvatov-Slovencev, ki se je leta 1929 poimenovala v Jugoslavijo. Leta 1941 je kraj ponovno priključen Madžarski in nato po letu 1945 postal del Jugoslavije. Od razglasitve samostojnosti leta 1991 je del Slovenije.

## Farna cerkev
Župnijska cerkev, ki se nahaja zahodno od naselja je posvečena Bogorodičinemu obiskanju in pripada Rimskokatoliški škofiji Murska Sobota. Prvotno je bila zgrajena leta 1644, vendar je bila v celoti obnovljena leta 1884, potem ko je požar uničil staro cerkev. Od prvotne cerkve je ostal le zvonik. Župnija Markovci se omenja že 1669. leta, vendar sedež le-te ni bil vseskozi v Markovcih. Do konca prve svetovne vojne, ko je državna meja razdelila župnijo, so vanjo spadale tele vasi: Čepinci, Markovci, Martinje, Trdkova in Gornji Senik, ki je odtlej na madžarski strani. Da je bila v Markovcih prej cerkev kot pa v Gornjem Seniku, je razvidno iz vizitacijskega zapisnika iz leta 1698, kjer piše, da je v Gornjem Seniku podružnična cerkvica markovske župnije.